# Lista do Patrimônio Mundial no Malawi
A Organização das Nações Unidas para a Educação, a Ciência e a Cultura (UNESCO) propôs um plano de proteção aos bens culturais do mundo, através do Comité sobre a Proteção do Património Mundial Cultural e Natural, aprovado em 1972. Esta é uma lista do Patrimônio Mundial existente no Maláui, ou Malawi, especificamente classificada pela UNESCO e elaborada de acordo com dez principais critérios cujos pontos são julgados por especialistas na área. O Maláui ratificou a convenção em 5 de janeiro de 1982, tornando seus locais históricos elegíveis para inclusão na lista.
O sítio Parque Nacional do Lago Maláui foi o primeiro local da Zâmbia incluído na lista do Patrimônio Mundial da UNESCO por ocasião da 8ª Sessão do Comitê do Património Mundial, realizada em Buenos Aires (Argentina) em 1984. Desde então, o Maláui totaliza dois sítios classificados como Patrimônio da Humanidade, sendo um de classificação Natural e outro de classificação Cultural.

## Bens culturais e naturais
O Malawi conta atualmente com os seguintes lugares declarados como Patrimônio da Humanidade pela UNESCO:
| | Parque Nacional do Lago Malawi |
| Bem natural inscrito em 1984. |                                |
| Localização: Região Central |                                |
| Situado numa paisagem com fundo de montanhas, este parque abrange a extremidade sul do vasto Lago Maláui, que abriga centenas de espécies de peixes, quase todas endêmicas, nas suas águas límpidas e profundas, cujo interesse pela teoria da evolução é comparável ao dos tentilhões das Ilhas Galápagos. (UNESCO/BPI) |                                |

| | Arte rupestre de Chongoni |
| Bem cultural inscrito em 2006. |                           |
| Localização: Dedza |                           |
| Situado em um conjunto de colinas de granito florestadas no planalto central do Maláui, o sítio de Chongoni cobre uma área de 126,4 km². Possui o conjunto de arte rupestre mais denso da África Central, com um total de 127 sítios que mostram as criações tradicionais - em menor número - dos povos agricultores, além de pinturas dos tuás, um povo caçador-coletor que habitava esta região desde o final da Idade da Pedra. O povo agrícola cheua, cujos ancestrais se estabeleceram aqui desde o final da Idade do Ferro, praticam pinturas rupestres até o século XX. Os símbolos desta arte rupestre, intimamente ligados à figura da mulher, ainda têm um significado cultural importante para os cheuas, e cerimônias e rituais ainda são praticados em locais decorados com pinturas. (UNESCO/BPI) |                           |

## Lista Indicativa
Em adição aos sítios inscritos na Lista do Patrimônio Mundial, os Estados-membros podem manter uma lista de sítios que pretendam nomear para a Lista de Patrimônio Mundial, sendo somente aceitas as candidaturas de locais que já constarem desta lista. Desde 2011, o Malawi possui 6 locais na sua Lista Indicativa.
| Sítio | Imagem | Localização | Ano | Dados UNESCO | Descrição |
| ----- | ------ | ----------- | --- | ------------ | --------- |